# Knäckebröd

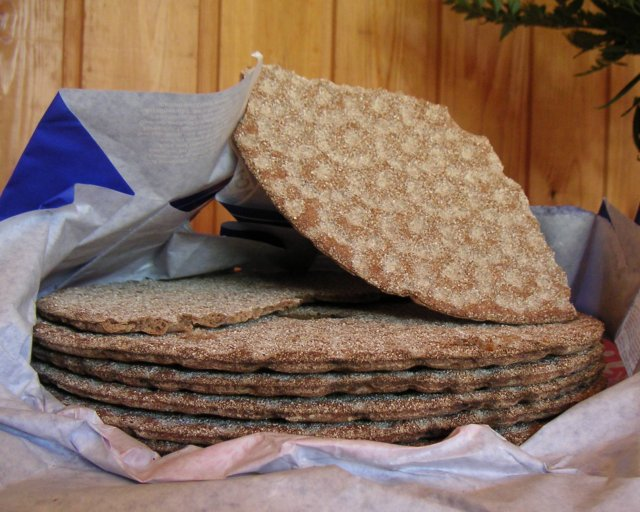
Švédský knäckebröd

Knäckebröd, „křupavý chléb“, je původem švédský kvašený, tenký a křupavý chléb vyráběný z žitné mouky. Ve Švédsku je velmi oblíbený a ve velkém se i vyváží, ale jeho konzumace na začátku 21. století začala klesat. Je oblíbený pro své výživové hodnoty, především velký obsah vlákniny, a dlouhou trvanlivost. Knäckebrödu se podobají další typy chleba, jako jsou suchary nebo macesy.
Knäckebröd vychází se staršího typu chleba, zvaného hålkaka „děravý koláč“, který je znám od středověku. Hålkaka je tlustší, kulatý a uprostřed má díru, která sloužila k provlečení na dlouhou tyč, která se zavěsila u stropu kuchyně. Norský knekkebrød se vyrábí především z pšeničné, žitné nebo ovesné mouky, můžou do něj být přidány otruby, ořechy nebo semínka. Dále je v Norsku znám ještě tenčí flatbrød, „plochý chléb“, který se tradičně pekl z ječné nebo ovesné mouky, v moderní době se používá i žitná a pšeničná. V severním Švédsku se peče podobný chléb z ječné mouky zvaný tunnbröd, „tenký chléb“.

## Galerie

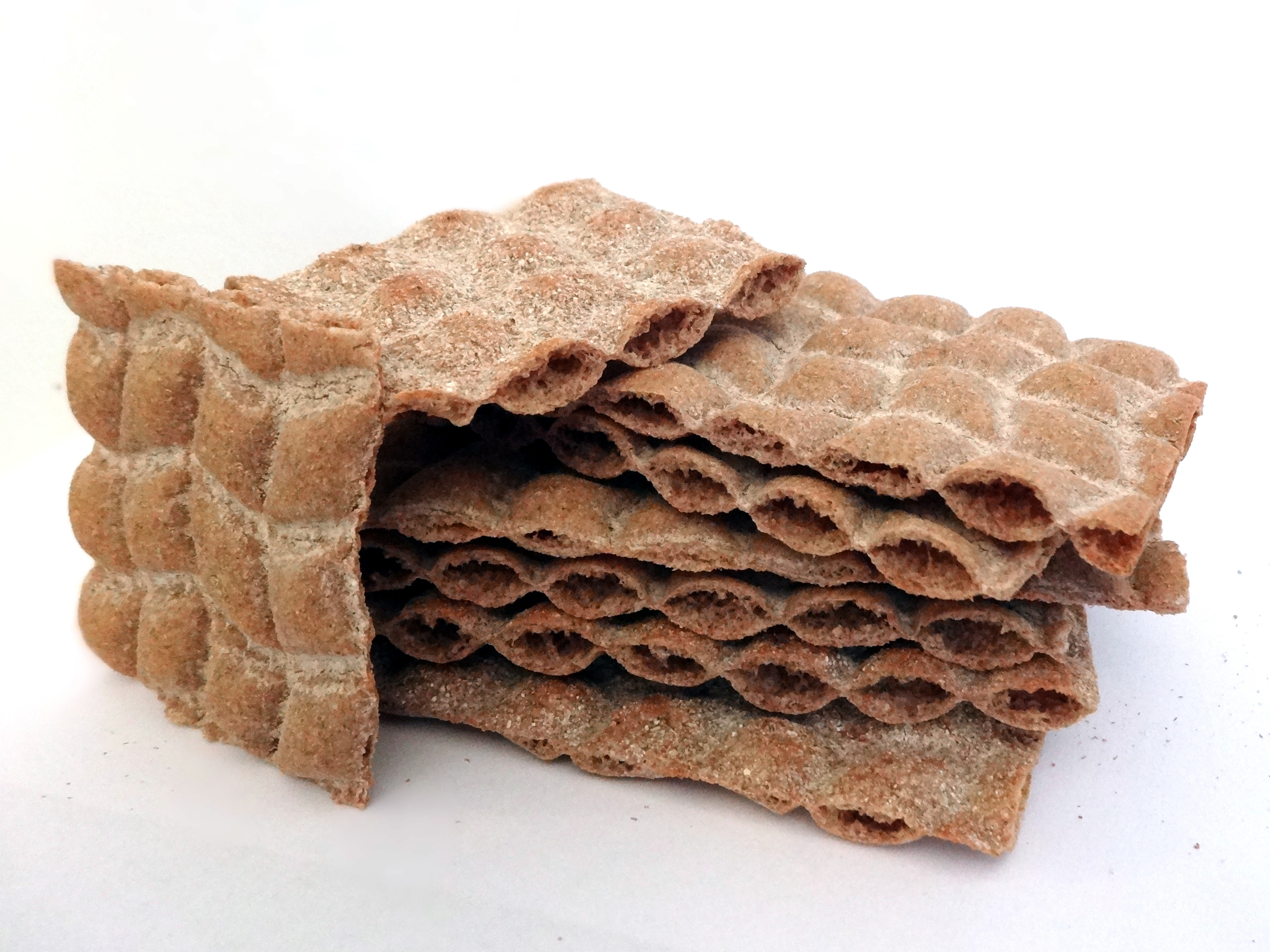
Švédský knäckebröd
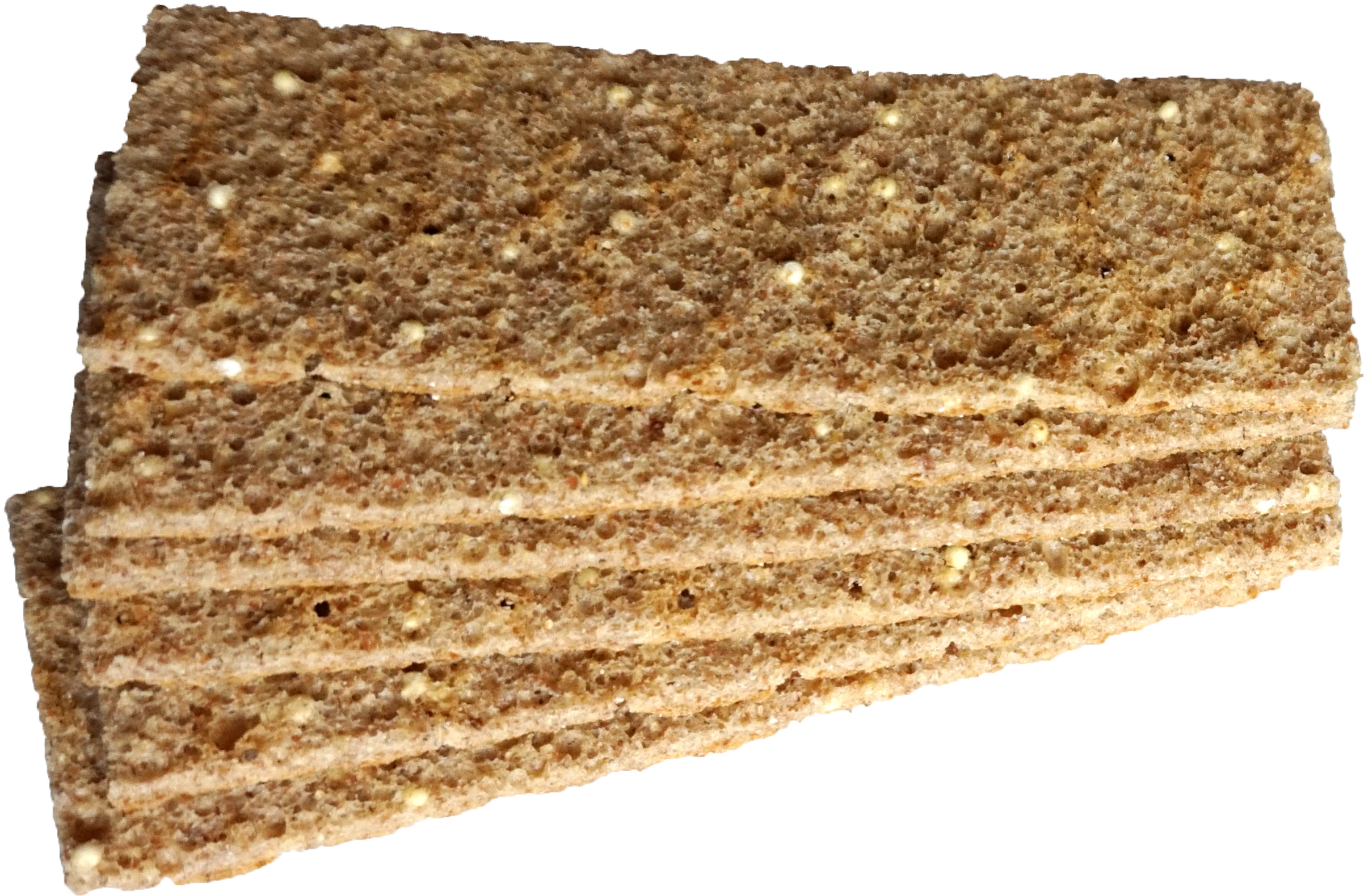
Finský knäckebröd
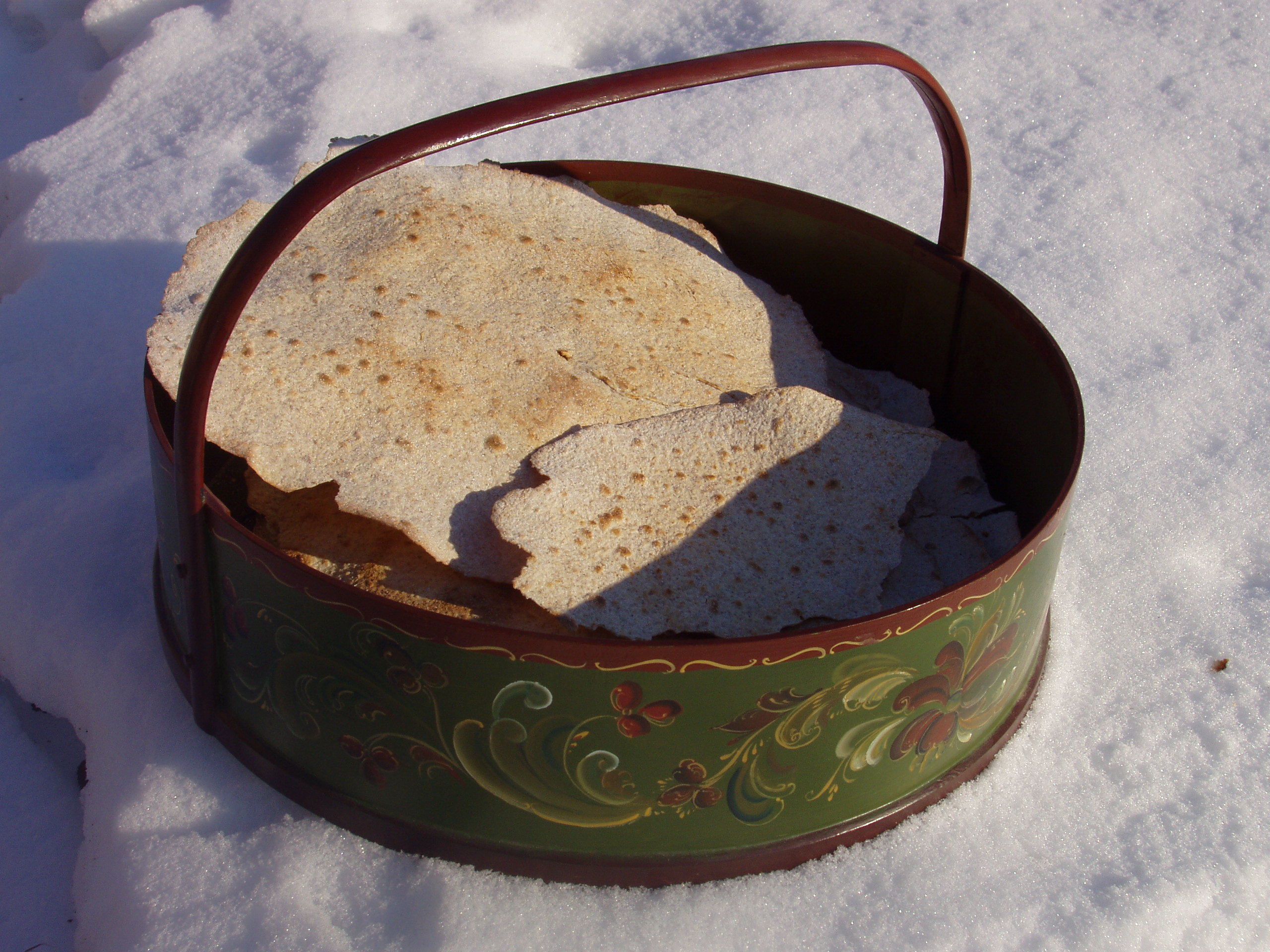
Flatbrød v tradiční nádobě na chléb
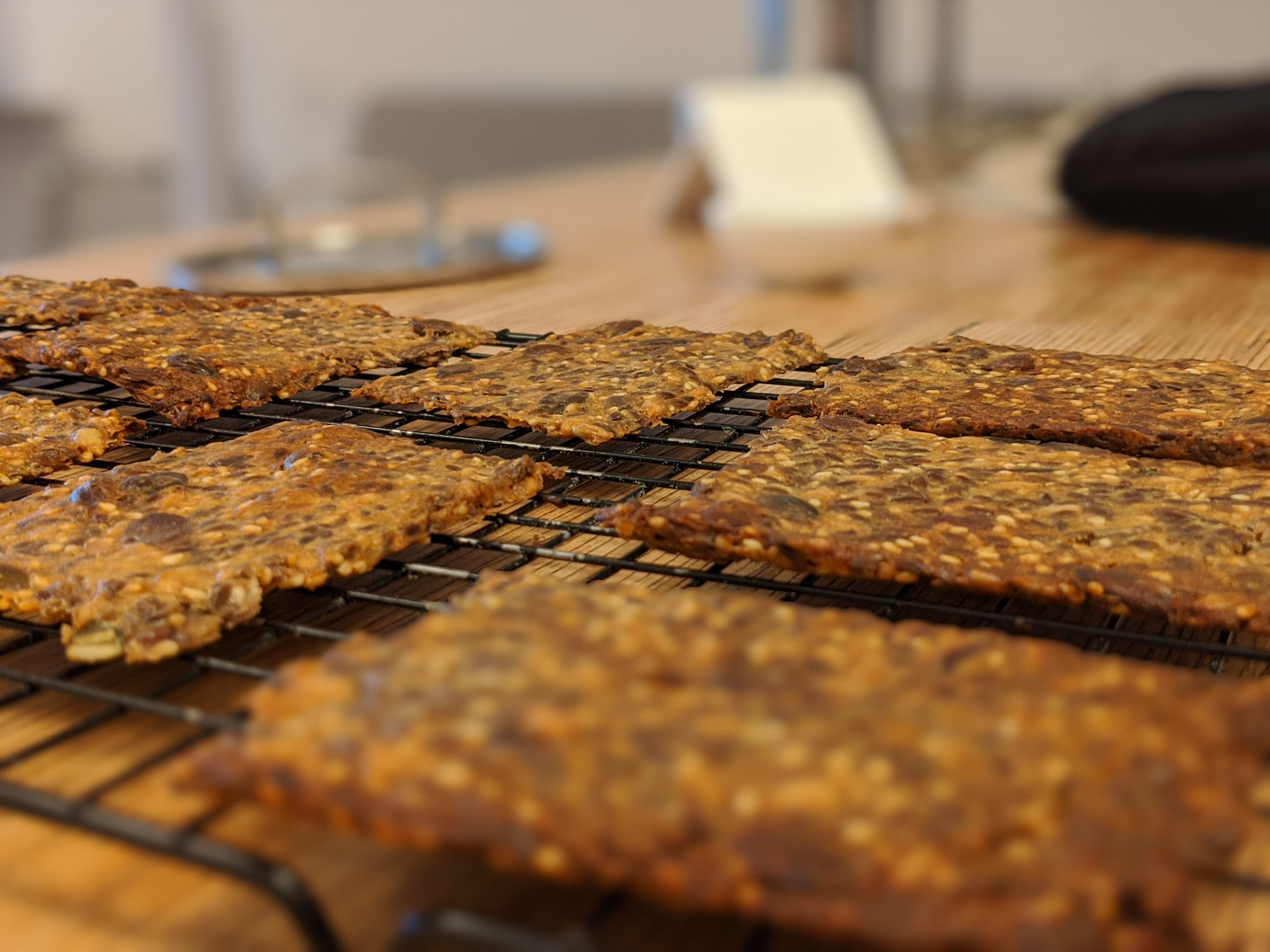
Právě upečený knäckebröd
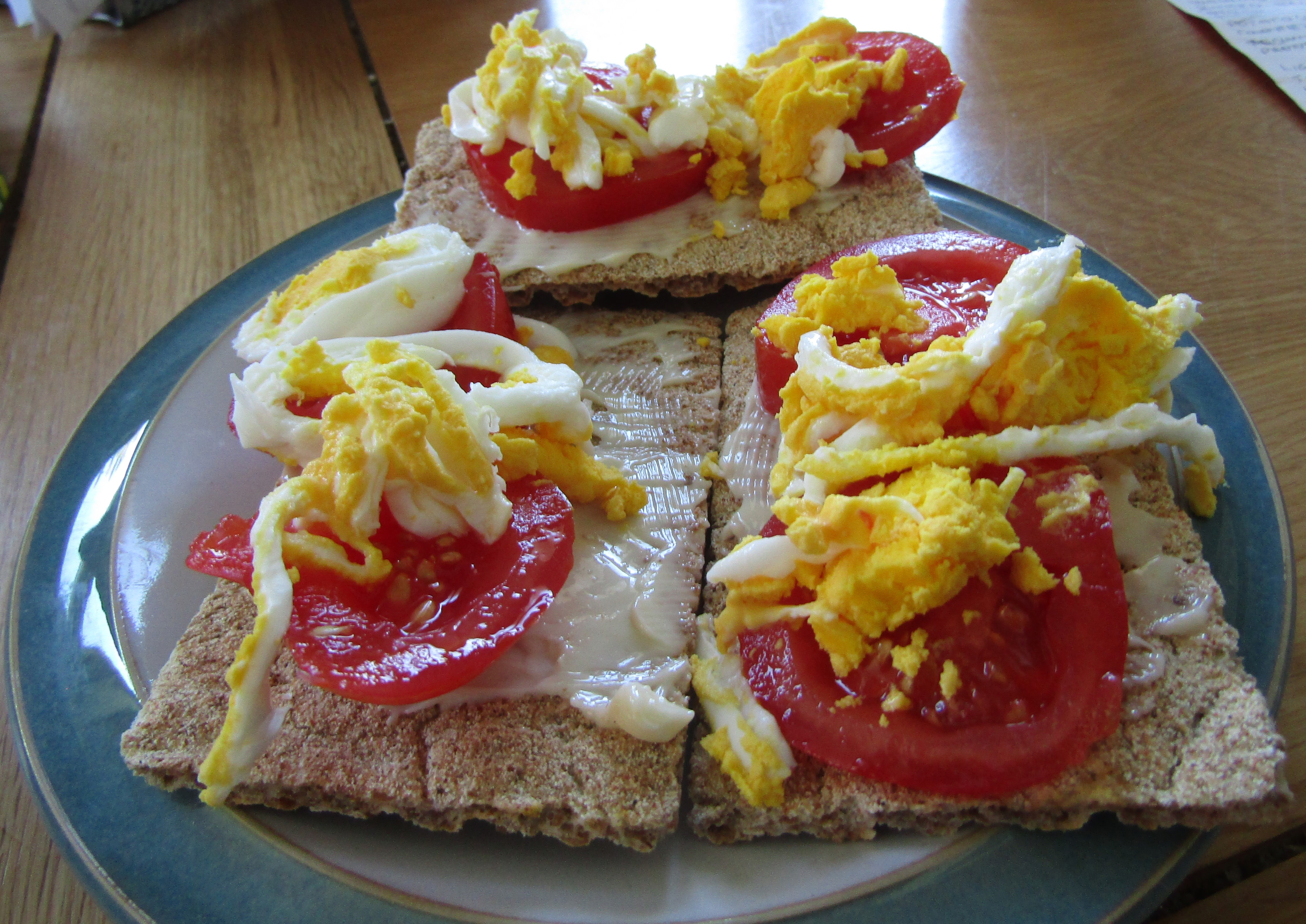
Sýr, rajče a vejce na žitném knäckebrödu